# معيار القيمة
في مناظرة لينكون–دوجلاس، يُعد معيار القيمة (ويُشار إليه اختصارًا بـ VC) وسيلةً لوزن فرضية القيمة. وعلى عكس فرضية القيمة، يميل معيار القيمة غالبًا إلى جانب إيجابي أو سلبي.

## الغرض
الغرض الرئيسي من معيار القيمة هو وزن فرضية القيمة، إذ لا يمكن حسم تأثيرات الحجج المطروحة في جولة المناظرة من دونه. تحتوي مناظرة لينكون–دوجلاس عادةً على تأثيرات أو نتائج مترتبة على الحجج (أهمية النقاش)، مما يستلزم وجود نظام موضوعي لتحديد أيٍّ من هذه التأثيرات يحمل الأهمية الأكبر. يوفر معيار القيمة هذا النظام الموضوعي، وتُحسَم الجولة للطرف الذي ينجح في تحقيق معيارالقيمة بشكل أفضل. ويمكن القيام بذلك بطريقة كمية أو نوعية، ويُترك الأمر للمتحاورين.

## البراهين
أصبح معيار القيمة حجر الأساس في جولات المناظرة، نظرًا لأن فرضيات القيمة كثيرًا ما تكون متعادلة بين الطرفين. ونظرًا لأن كل طرف يمتلك تأثيرات تتسق بشكل أفضل مع معيار القيمة الذي يتبناه، فعلى كل جانب إقناع الحكم بوزن الجولة وفقًا لمعيار القيمة الذي يطرحه.
مثال:
الموضوع المحسوم: «فيما يتعلق بسياسات الهجرة في الولايات المتحدة، فإن فرض القيود على حقوق غير المواطنين يتماشى مع المثل الديمقراطية».
نظرًا لكون "المثل الديمقراطية" هي الهدف المرجو تحقيقه لحسم الجدل، فإن غالبية المتحاورين يعتبرونها فرضية قيمة مناسبة وفعّالة. وبناءً على ذلك، تنتقل المناظرة إلى معيار القيمة. فقد يختار الجانب الإيجابي معيار "مراعاة الإجراءات"، الذي يوضح كيفية وزن فرضية القيمة التي يطرحها، بينما قد يختار الجانب السلبي معيار "مراعاة الاستقلالية". وفي كلا الحالتين، يمكن لكل طرف أن يحقق معيار القيمة المطروح من الجانبين، مما يوفّر عدالة في وزن الجولة. وتُحسم المناظرة بناءً على المعيار الذي يثبت المتناظرون أنه الأنسب لوزن الجولة.